# SN 1982R
SN 1982R – supernowa typu Ib odkryta 24 października 1982 roku w galaktyce NGC 1187. W momencie odkrycia miała maksymalną jasność 14,80m.